# Charaxes hamulosa
Charaxes hamulosa är en fjärilsart som beskrevs av Gustav Weymer 1892. Charaxes hamulosa ingår i släktet Charaxes och familjen praktfjärilar. Inga underarter finns listade i Catalogue of Life.